# Franz von Bocholt
Franz von Bocholt (* vor 1450; † nach 1480) war ein Kupferstecher und Goldschmied des Spätmittelalters, der zwischen 1458 und 1480 wahrscheinlich in Bocholt wirkte und mit dem Kürzel F V B signierte. Alternativ wird er als Monogrammist FVB geführt.

## Leben

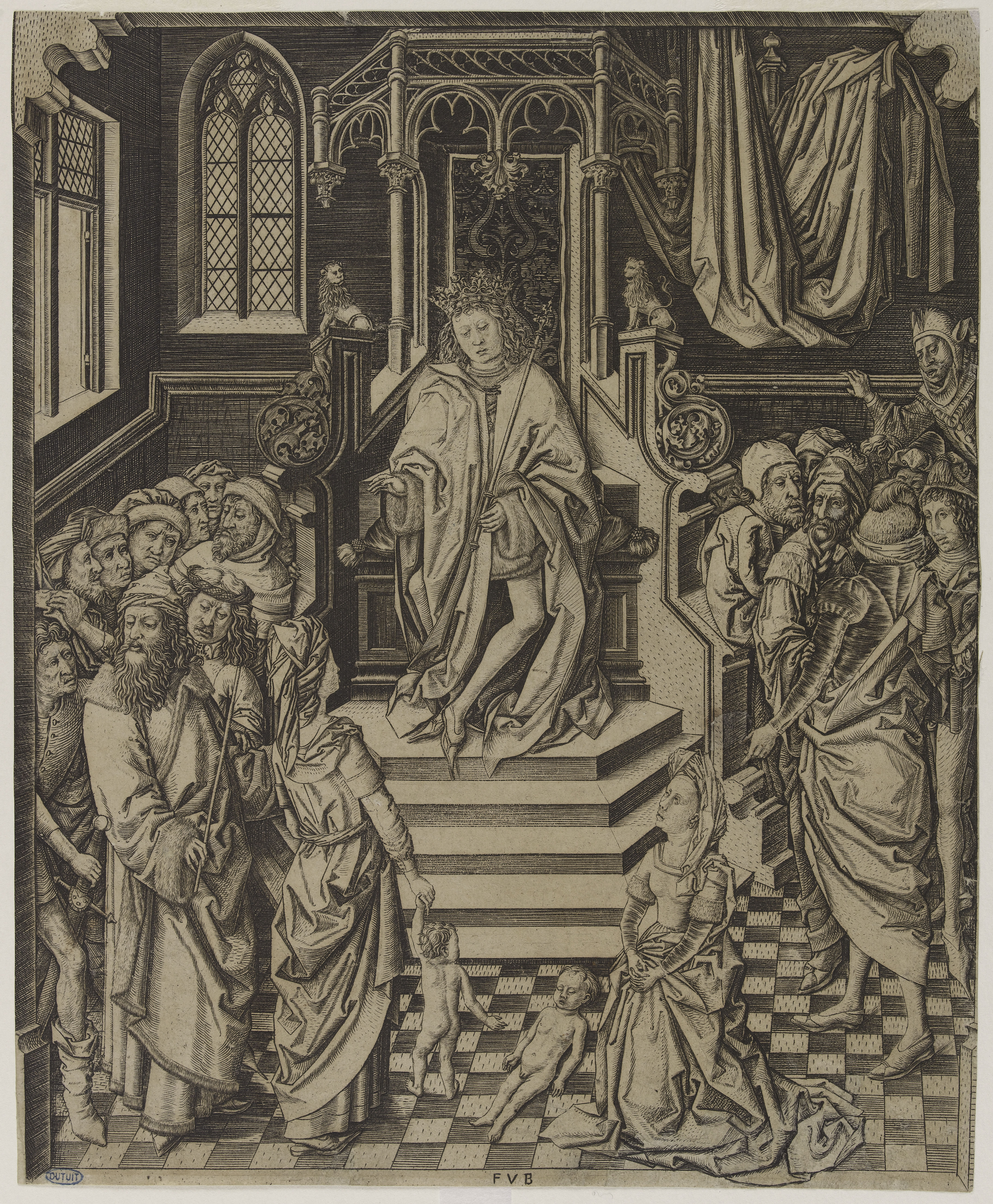
Das salomonische Urteil, 15. Jahrhundert, Musée des Beaux-Arts de la Ville de Paris

Der frühneuzeitliche Schriftsteller Matthias Quad erklärte Franz von Bocholt, der zunächst ein Schäfer im Bergischen Land gewesen sein soll, zum ältesten Kupferstecher im Alten Reich. Es erscheint als wahrscheinlich, dass Franz von Bocholt zwischen 1459 und 1480 in Bocholt im Hochstift Münster wirkte. Darauf deuten Teile seines Werks aus Kupferstichen mit Bezügen zu Motiven des in Bocholt tätigen Kupferstechers Israhel van Meckenem der Jüngere hin. Die Kunsthistoriker Georg Kaspar Nagler und Wilhelm Schmidt stellten fest, dass Israhel van Meckenem der Jüngere nach dem Meister von Bocholt retouchiert habe. Fünf Stiche Franz von Bocholts soll er unter eigener Signatur nachgedruckt haben. Einige der Stiche Franz von Bocholts erscheinen Motiven des Meisters E. S. sowie der Kupferstecher Martin Schongauer und Rogier van der Weyden bzw. der Schule des Jan van Eyck entlehnt. Der Kunsthistoriker Friedrich Lippmann verortete ihn in der altniederländischen Kunst, in der Heimat von Rogier van der Weyden, Dierick Bouts und Hans Memling.
Franz von Bocholt schuf Blätter mit Darstellungen von Aposteln und anderen Heiligen, auch einzelne Motive aus dem Alten Testament und aus der Geschichte Christi, ferner einige genrehafte Darstellungen (Zwei streitende Bauern, Hamburger Kunsthalle), außerdem ein paar Ornamentblätter.